# Chorturmkirche (Sylbitz)

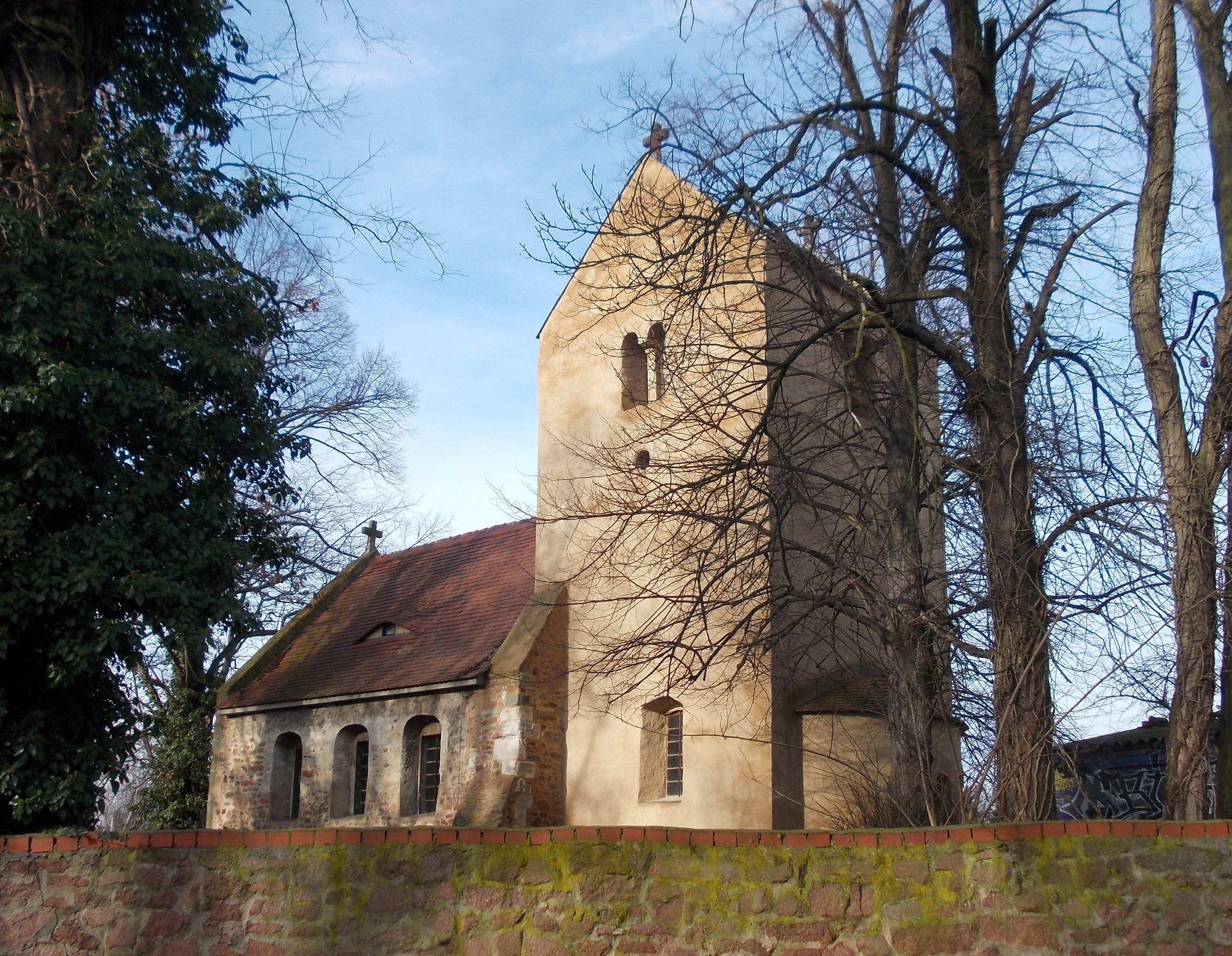
Chorturmkirche Sylbitz

Die Sylbitzer Chorturmkirche ist eine der wenigen fast unverändert erhaltenen romanischen Kirchen des Saalekreises in Sachsen-Anhalt. Eine Besonderheit für diese Region ist der Turm im Osten über dem Chor.

## Ort
Das kleine Dorf Sylbitz (Saalekreis, ca. 10 km nördlich von Halle) befindet sich nur wenige Kilometer südwestlich des durch seine Stiftskirche bekannten Petersberges. In den historischen Quellen wird der Ort erstmals 1260 als ‚Sulwitz‘ genannt. In der Bestätigungsurkunde des Kaufs einer Hufe Land durch die Bewohner des Dorfes zum Besten ihrer Kirche wird auch der Pfarrer zu Sylbitz erwähnt. Damit liegen zugleich die erste Erwähnung des Gotteshauses sowie der Hinweis vor, dass Sylbitz bereits in dieser frühen Phase die Pfarrrechte besaß.
Inzwischen gehört Sylbitz zum Pfarrbereich Teicha im Kirchenkreis Halle-Saalkreis der Evangelischen Kirche in Mitteldeutschland.

## Kirche
Durch kunst- und bauhistorische Untersuchungen in Verbindung mit der dendrochronologischen Bestimmung von Bauhölzern aus dem Turmbereich konnte eine Errichtung in der Zeit um 1200, d. h. zur Zeit der Spätromanik, ermittelt werden.

Eine Besonderheit des Gotteshauses ist in seiner Bauweise als Chorturmkirche zu erkennen. Während sich der Turm an den Dorfkirchen des Saalkreises in der Regel im Westen befindet, ist er hier im Osten – über dem Chor – errichtet worden. Diese vor allem im fränkisch/thüringischen Gebiet bevorzugte Bauvariante lässt sich im halleschen Raum nur vereinzelt finden. Darüber hinaus ist die Sylbitzer Kirche – im Gegensatz zu vielen anderen ländlichen Sakralbauten der Umgebung – kaum von gravierenden Baumaßnahmen betroffen gewesen und hat somit ihren ursprünglichen Charakter fast vollständig bewahrt. Es erfolgten im 17. Jahrhundert lediglich eine Vergrößerung der südlichen Fenster und der Einbau von Empore, Kanzel und Gestühl. 1863 wurde noch die baufällige Leichenhalle durch den heutigen Portalvorbau an gleicher Stelle ersetzt.

### Baubeschreibung
Die Kirche besteht aus einem rechteckigen Saalraum, eingezogenem quadratischen Chorturm und halbrunder Apsis. Schiff und Turm werden von Satteldächern bekrönt. Das Mauerwerk ist aus dem regional anstehenden Porphyr errichtet, nur die Eckverbände und Schmuckformen wurden aus Sandstein hergestellt.
Apsis: Im Gegensatz zum übrigen Baukörper ist die Apsis vollständig aus Sandstein errichtet. Das lässt sich mit der bewussten Hervorhebung dieses Bauteils als Standplatz des Allerheiligsten, des Altars, am Außenbau erklären.
Fenster: Die nördliche Fensterfront mit den kleinen hochsitzenden Rundbogenöffnungen und das Apsisfenster zeigen noch die eigentliche Form der Belichtung. Die südlichen Fenster sind dagegen in barocker Zeit zur Vermehrung der Helligkeit vergrößert worden. Auf Grund im Mauerwerk verbliebener Gewändereste lassen sich Aussehen und Lage der alten Fenster aber rekonstruieren. Als ursprünglich sind auch die einstige Vierpassöffnung am westlichen Schiffsgiebel und der Oculus an der Südwand des Turmes anzusprechen. Die Glockenstube wird von vier Biforien durchbrochen.
Portal: Hervorzuheben ist die für eine Dorfkirche ungewöhnlich aufwendige Gestaltung des Zuganges. Es handelt sich um ein gestuftes Portal mit Rundstabrahmung, das mit einem auf Konsolen ruhenden Tympanon geschmückt ist. In der Mitte des Bogenfeldes ist der Lebensbaum, zu seiner Linken sind Palmettenblätter und Rosetten dargestellt. Sie sind als Paradiessymbolik zu deuten. Die rechte Hälfte zeigt zwei Tiere, die auf Grund der recht handwerklichen Ausführung nur mit Vorbehalt zu identifizieren sind. Ersichtlich ist aber, dass kein biblischer Stoff Thema der Illustration ist, sondern eine Fabel (evtl. „Wolf und Kranich“) versinnbildlicht wird.
Altar: Qualitätvolle Steinmetzarbeit zeigt sich u. a. im Inneren der Kirche. Bspw. besitzt die aufliegende, einfach profilierte Altarplatte in der Mitte ein (heute leeres) Sepulcrum zur Aufbewahrung von Reliquien und an den westlichen Ecken aufwendig gestaltete Weihekreuze. Um dem Priester den Umgang in der Apsis zu ermöglichen, ist die östliche Altarfront abgerundet worden.
Wandmalereien: Unter der flächig weißen Tünche schimmern im Chorbereich stellenweise rötliche Malereireste durch, die wohl noch aus mittelalterlicher Zeit stammen dürften.
Taufstein: Im Kirchenschiff befindet sich ein kelchförmiger Taufstein aus der 1. Hälfte des 13. Jahrhunderts.
Ausstattung: Zum weiteren mittelalterlichen Inventar der Sylbitzer Kirche gehört eine Einbaumtruhe. Das aus einem Eichenstamm gefertigte Möbel wurde zum Schmuck und zur Sicherheit mit Eisenbändern umfangen. Sie lässt sich in das 13. Jahrhundert datieren und gehört möglicherweise zur Erstausstattung der Kirche. Dies trifft auch für die kleinere der beiden noch verbliebenen Bronzeglocken zu, die aufgrund ihrer Form und der numismatischen Bestimmung eines angebrachten Brakteatenabdruckes in die Zeit um 1200 weist.
Empore, Kanzel und Gestühl sind Einbauten aus dem Ende des 17. Jahrhunderts, die sich auf Grund ihrer Schlichtheit harmonisch in das Gesamtbild einfügen. Die Empore konnte dabei dendrochronologisch in das Jahr 1685 datiert werden. Bemerkenswert ist auch die kleine Orgel auf der Westempore, handelt es sich doch um ein frühes mechanisches Werk der bekannten Zörbiger Orgelbaufirma Rühlmann von 1877.

## Förderverein
Durch jahrzehntelangen Leerstand war der Bau dem Verfall preisgegeben. Im Jahre 2000 wurde ein Förderverein zur Rettung und Restaurierung der Kirche gegründet. In der Folge konnte der Bauzustand durch Geld-, Sach- und Dienstleistungsspenden auf ein nutzungsfähiges Maß zurückgeführt werden. Die Kirche dient heute wieder als gottesdienstliches Haus und kultureller Treffpunkt.